# 上司海雲
上司 海雲（かみつかさ かいうん　1906年（明治39年）2月15日 - 1975年（昭和50年）1月25日）は昭和の華厳宗の僧侶。第206世東大寺別当（住職）。文化人サロンを形成し「観音院さん」の名で親しまれた。

## 略歴
奈良市、東大寺塔頭持宝院に生まれる。1930年、龍谷大学英文科卒。一年志願兵で野砲22連隊に入隊。また太平洋戦争末期に召集され朝鮮に派遣される。1939年、東大寺塔頭観音院住職となる。東大寺学園中学校・高等学校校長、東大寺執事長、華厳宗宗務長等を歴任。1972年華厳宗管長・東大寺206世別当となり、開祖良弁上人の1200年忌を営む。東大寺大仏殿の昭和の大修理のために尽力したが、1975年、任期途中で癌で死去。事業は後任の別当・清水公照に引き継がれた。

## 観音院サロン
文学・芸術を愛し、奈良で文化人のサロンを形成したことで知られる。はじめ、1925年（大正14年）に奈良に移住した志賀直哉（小説家）を中心としたサロン（高畑サロン）が形成され、上司も出入りしていた。志賀が一ヶ月ほど上司の観音院に逗留したこともあったという。
1938年（昭和13年）、志賀が奈良を去ると、残されたサロンを上司が引き継ぐ形となった。杉本健吉（画家）、会津八一（歌人・早大教授）、入江泰吉（写真家）、須田剋太（洋画家）などが出入りした。東大寺観音院の住職だったので「観音院さん」として親しまれた。杉本健吉は一時観音院のなかにアトリエを設けることをゆるされ、東大寺や奈良の街角の風景などを描いた。
1945年（昭和20年）3月、新薬師寺に疎開していた水島弘一（彫刻家）が観音院の離れの書斎に仮寓。以降30数年に亘り交友を深める。後に（1971年（昭和46年））、七人会（入江泰吉、上司海雲、熊谷九寿、杉本健吉、鈴木光、須田剋太、水島弘一）を結成し、奈良の芸術文化に力を注いだ。

## 壺法師
壺の収集家としても知られ「壺法師」というあだ名もあった。
追悼文集は「壺法師海雲」と題された。

## 著書
- 「東大寺」秋田書店
- 「古都讃仰」実業之日本社
- 「雑華厳浄」毎日新聞社
- 「壺法師独語」徳間書店
- 「海雲の絵と字」（杉本健吉との共著）求龍堂